# Кукевич, Константин Фаддеевич
Константин Кукевич (1817, по другим данным 21 мая 1818 года, Вильно―1842, Верки) ― русско-белорусский художник первой половины XIX века.

## Биография
Константин Кукевич родился в семье адвоката. Живописи учился у Яна Рустема в императорском Виленском университете. Затем с 1835 года учился в Петербургской Академии художеств у известного художника-баталиста А. Зауервейда. Однако баталистом Кукевич не стал, его больше влекли жанровые сцены из народного и солдатского быта.
В 1836 году был удостоен второй серебряной медали, а в 1837 году за картину «Гусар верхом у постоялого двора» — первой серебряной медалью академии. В 1839 году окончил обучение со званием художника XIV класса и шпагой.
Работал в Вильно и в имении Верки. Ему принадлежит серия литографий со сценами из народной жизни ― «Вильна в 1840 году».

## Творчество
Ещё в Академии художеств Константин Кукевич написал работы «Солдат, разводящий огонь в лесу» (1836), «Гусары» (1837) и другие. По своим стилистическим особенностям и образному выражению они очень близки к ранним работам А. Венецианова.
Особенно интересны картины Кукевича «Русские солдаты в деревне» и «Привал уланов у переправы через реку», написанные в петербургский период (обе в петербургском Русском музее). Сюжет картины «Русские солдаты в деревне» таков: в деревню на постой прибывают солдаты. Сельский староста распределяет их по домам. Группа солдат остановилась у крыльца небогатого дома, из дверей которого выглядывает любопытная хозяйка. В нескольких шагах от этой группы мужик рубит дрова. Для него все это не впервые, поэтому он не обращает никакого внимания на солдат и старосту. В картине все просто и обыденно. Здесь нет напряженных, острых ситуаций, стремительного движения, глубоких переживаний. Такую же неторопливость, спокойную обыденность можно увидеть и в картине «Привал уланов у переправы через реку». Сюжет её прост: спешившиеся уланы ведут у переправы неторопливую беседу со случайными попутчиками. Здесь и городской щеголь, и странник-пилигрим, и крестьянка. В картине естественность композиции органично сочетается с социальной характеристикой персонажей.
В 1839 году на академической выставке в Санкт-Петербурге имели успех картины Кукевича «Солдатский привал», «Корчма» и «Бивуак», где художник продолжает избранную ранее тему народного и солдатского быта. Но у него появляются картины не только о солдатах и крестьянах. Картина «Еврейские контрабандисты в окрестностях Вильно» ― это по сути рассказ о незнакомой жизни социальной прослойки Западного края.
Кукевич много работал и в графике: сохранилось несколько жанровых зарисовок виленских жителей. Из этих работ наиболее интересны «Торговец шапками», «Букинист», «Старьёвщик», «Корчма в предместье». Образы горожан, мелких торговцев, гуляк здесь очень выразительны. Художник смотрит на своих персонажей с мягкой иронией, сочувствует им.
Ранняя смерть Кукевича в имении Верки близ Вильно на 32-м году жизни не позволила его таланту раскрыться в полной мере, но и те работы, что он оставил, вошли в культурное наследие как значимое явление в живописи.